# Leer (Alemania)
Leer (en frisón de Saterland: Läär) es una ciudad perteneciente al Estado o "land" de Baja Sajonia, capital del distrito, o "Landkreis", de Leer y situada a orillas del río Ems y de su afluente el río Leda, por lo que a veces se la llama "Ledastadt" (Ciudad del Leda). Hace frontera con la provincia holandesa de Groninga, y dista 30 km de la costa del mar del Norte.

## Historia
Se han encontrado restos, incluyendo útiles de pedernal para hacer fuego, que denotan la existencia de asentamientos humanos en la región correspondientes al siglo II a. C., aproximadamente.
La primera capilla de Frisia oriental fue construida en el año 791, en la ribera oeste del asentamiento de Leer ("Hleri"). La primera vez que se refleja su existencia por escrito será en un documento que data del año 850. 
En los siglos XIV y XV, la ciudad se convertiría en la residencia de los Ukena, una de las familias más influyentes de Frisia oriental en la época feudal.
En 1823, Jorge IV, rey de Hanóver, concedería a Leer el estatus de ciudad. Más tarde, en 1854, el ferrocarril occidental de Hanóver conectaría con Leer, y permitiría unir ésta con ciudades de la cuenca del Ruhr como Emden y Rheine. Dos años después, esta red se uniría con el sistema central de ferrocarriles de Alemania.
Durante la Segunda Guerra Mundial, Leer sufriría pocos daños por los bombardeos aliados (al contrario de lo que sucedería con la vecina Emden. La ciudad sería tomada por tropas canadienses el 28 de abril de 1945. Tras la derrota de Alemania, Leer obtendría el estatus de ciudad independiente en 1955.

## Infraestructura y transporte
Las autovías A-28 (Leer-Bremen) y A-31 (Emden-Oberhausen) pasan por el norte de la ciudad, que tiene tres incorporaciones a las vías. Existen rumores que hablan de la posible construcción de un cuarto acceso a las autovías.
Respecto al ferrocarril, la estación de tren de Leer está conectada al sistema ferroviario alemán, así como a la vecina Groninga, en los Países Bajos.
En lo referente al tráfico aeroportuario, posee el aeropuerto de Leer-Papenburg Norte, ofreciendo vuelos a destinos próximos, y dejando el grueso del tráfico al aeropuerto internacional de Bremen.
- Datos: Q15984
- Multimedia: Leer (Ostfriesland) / Q15984

1. ↑  Worldpostalcodes.org, código postal n.º 26789.